# 本間嘉平
本間 嘉平（ほんま かへい、1901年6月17日 - 1993年1月16日）は、日本の経営者。大成建設社長を務めた。福島県出身。

## 経歴
1922年に東京高等工業学校建築学科を卒業し、同年に大成建設に入社。1947年3月に取締役に就任し、1950年6月に常務、1957年5月に専務を経て、1960年12月に副社長に就任し、1963年5月に社長に昇格。1969年5月に会長に就任し、1973年5月から相談役を務めた。
1971年11月に勲二等瑞宝章を受章した。
1993年1月16日心不全のために死去。91歳没。